# Styx (księżyc)

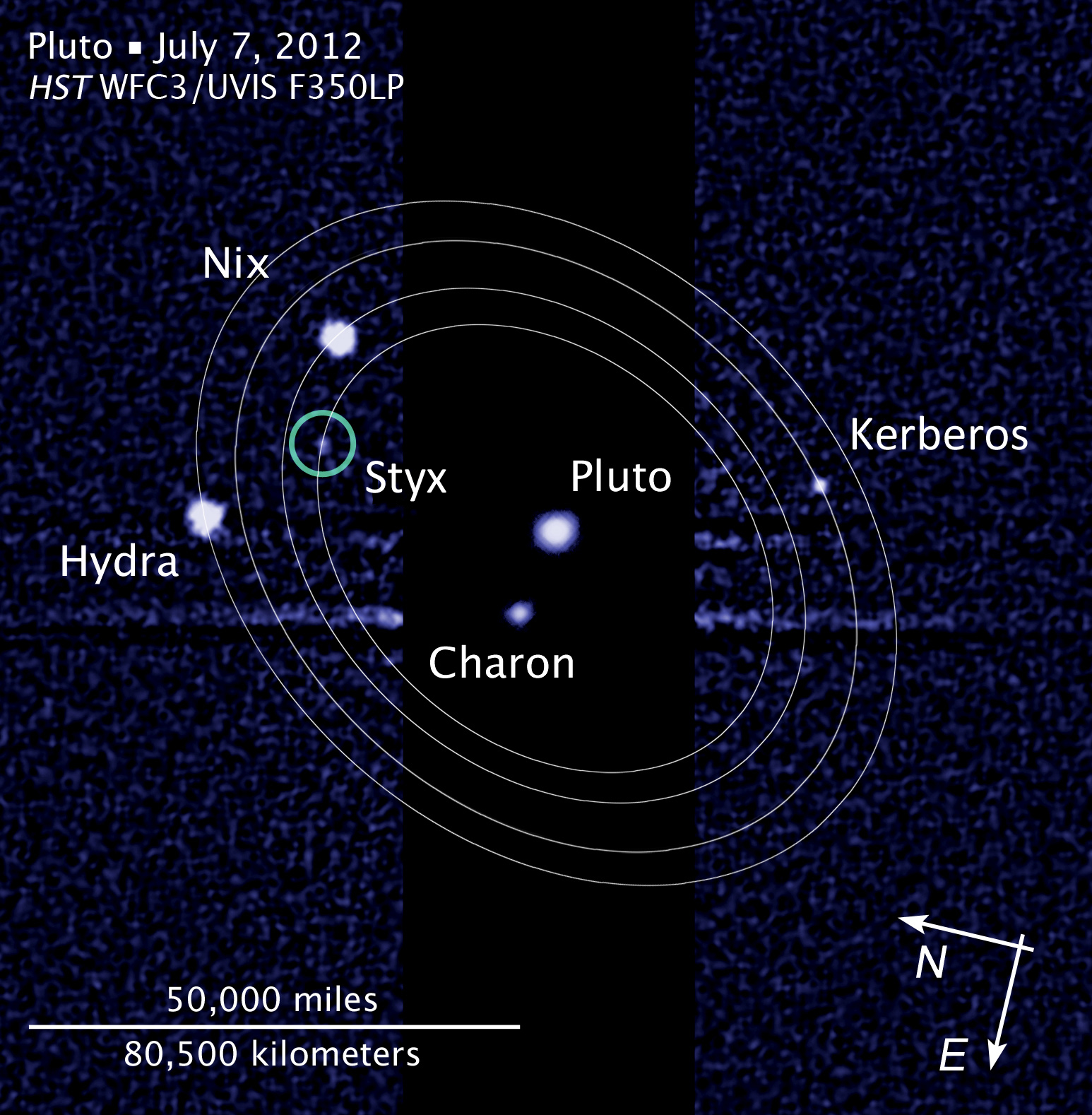
Orbity znanych księżyców Plutona (HST)

Styx (do lipca 2013 S/2012 (134340) 1, nieformalnie: P5 lub S/2012 P 1) – naturalny satelita Plutona, odkryty na serii zdjęć wykonanych od 26 czerwca do 9 lipca 2012 przez Kosmiczny Teleskop Hubble’a. 11 lipca 2012 roku ogłoszono, że zaobserwowany obiekt jest istotnie piątym znanym księżycem tej planety karłowatej. O odkryciu poinformował Mark R. Showalter z SETI Institute.
Księżyc obiega Plutona po orbicie zbliżonej do okręgu o promieniu około 47 000 km wewnątrz orbity księżyca Nix, a na zewnątrz orbity Charona. Jest to najmniejszy znany obecnie księżyc Plutona, jego wymiary to ok. 7 km na 5 km.